# Blatte américaine
Periplaneta americana
Espèce
La blatte américaine (Periplaneta americana) est une espèce cosmopolite d'insectes de la famille des Blattidae appartenant à l'ordre des Blattodea (Blattaria). Il s'agit d'une blatte qui est considérée comme nuisible à cause de ses interactions avec l'homme.

## Description
L'adulte mesure près de 40 mm de long. Sa couleur est le brun ferrugineux uniforme, avec une tache claire sur le pronotum peu marquée. Les élytres et les ailes sont brun roux, un peu plus longs chez le mâle que chez la femelle. L'insecte peut voler sur de courtes distances, mais se déplace surtout au sol. La plaque suranale a une forme presque semblable chez les deux sexes ; la face dorsale de l'abdomen ne montre aucune spécialisation chez le mâle.
Le génome de la blatte américaine compte plus de 20 000 gènes.

## Reproduction et développement

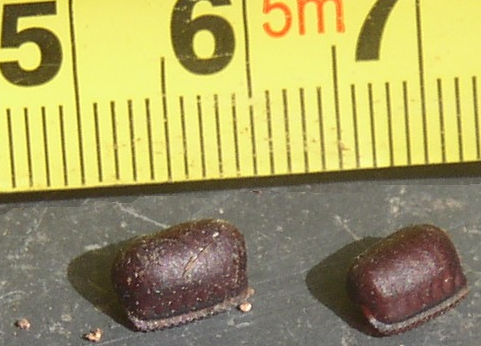
Deux oothèques de blatte américaine.

Ces insectes ont un développement hémimétabole qui se déroule en trois étapes principales : l'œuf, la nymphe et l'adulte. La nymphe est relativement similaire à l'adulte. Elle est cependant plus petite, ses ailes ne sont pas développées et ses organes sexuels ne sont pas encore à maturité. Au cours de sa croissance, elles ressembleront de plus en plus à l'adulte et c'est à leur dernière mue, que les ailes finissent par se déployer complètement (chez les espèces à longues ailes).
Une fois fécondée, la femelle produit une oothèque (9 à 12 mm) à l'intérieur de son abdomen. Généralement, elle la dépose après deux jours. L'oothèque est placée dans une zone abritée et les nymphes en émergent après une cinquantaine de jours. Elles complètent leur développement entre six et neuf mois.
Chez cette espèce, la femelle peut pondre 9 ou 10 oothèques et chacune d'elles peut contenir jusqu'à 18 œufs. Au cours de sa vie, elle peut produire jusqu'à 80 oothèques.

## Répartition et origine démographique
Malgré son nom, cette espèce n'est pas indigène en Amérique. La blatte américaine est originaire d'Afrique et elle a été introduite aux États-Unis en 1625. Elle est couramment observée dans les régions tropicales et est maintenant abondamment présente dans les villes en raison du commerce mondial.

## Comportements

### Alimentation

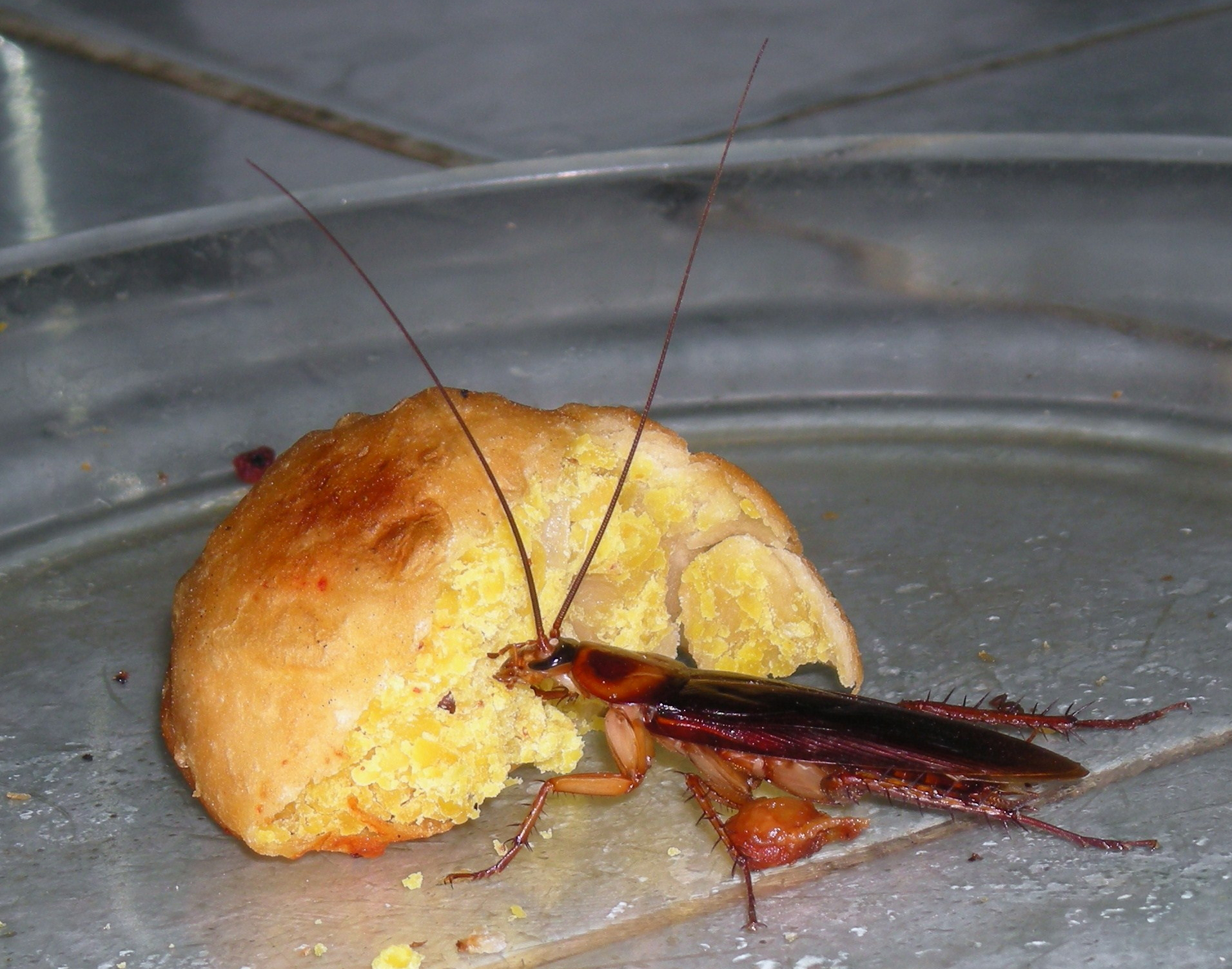
La blatte américaine est omnivore et opportuniste

La blatte américaine est omnivore et opportuniste. Elle apprécie le fromage, la bière, le cuir, les produits de boulangerie, l'amidon retrouvé dans les reliures de livres, le papier, la colle, les flocons de peau séchée, les animaux morts, la matière végétale, les vêtements souillés, etc,. Elle est particulièrement friande des aliments fermentés. Elles peuvent également devenir cannibales et s'alimenter de blattes blessées ou mortes.

### Habitat
Les blattes américaines vivent généralement dans les zones humides mais elles peuvent survivre dans les zones sèche si elles ont accès à de l'eau. Elles préfèrent les températures chaudes autour de 29 degrés Celsius et ne tolèrent pas les températures froides. Dans les zones résidentielles, ces blattes vivent dans les sous-sols et les égouts et pendant la saison estivale, elles peuvent se déplacer à l'extérieur dans les cours. Dans les habitations, elles sont courantes dans les sous-sols, les vides sanitaires, les fissures, les crevasses, dans les fondations et dans les espacements adjacents aux bâtiments.

### Vitesse de déplacement
En laboratoire, la blatte américaine a été enregistrée à se déplacer à  5,4 km/h, une course qui correspond à 50 longueurs de corps par seconde. Elle est considérée comme l'un des insectes les plus rapides.

## Risque sanitaire pour l'homme

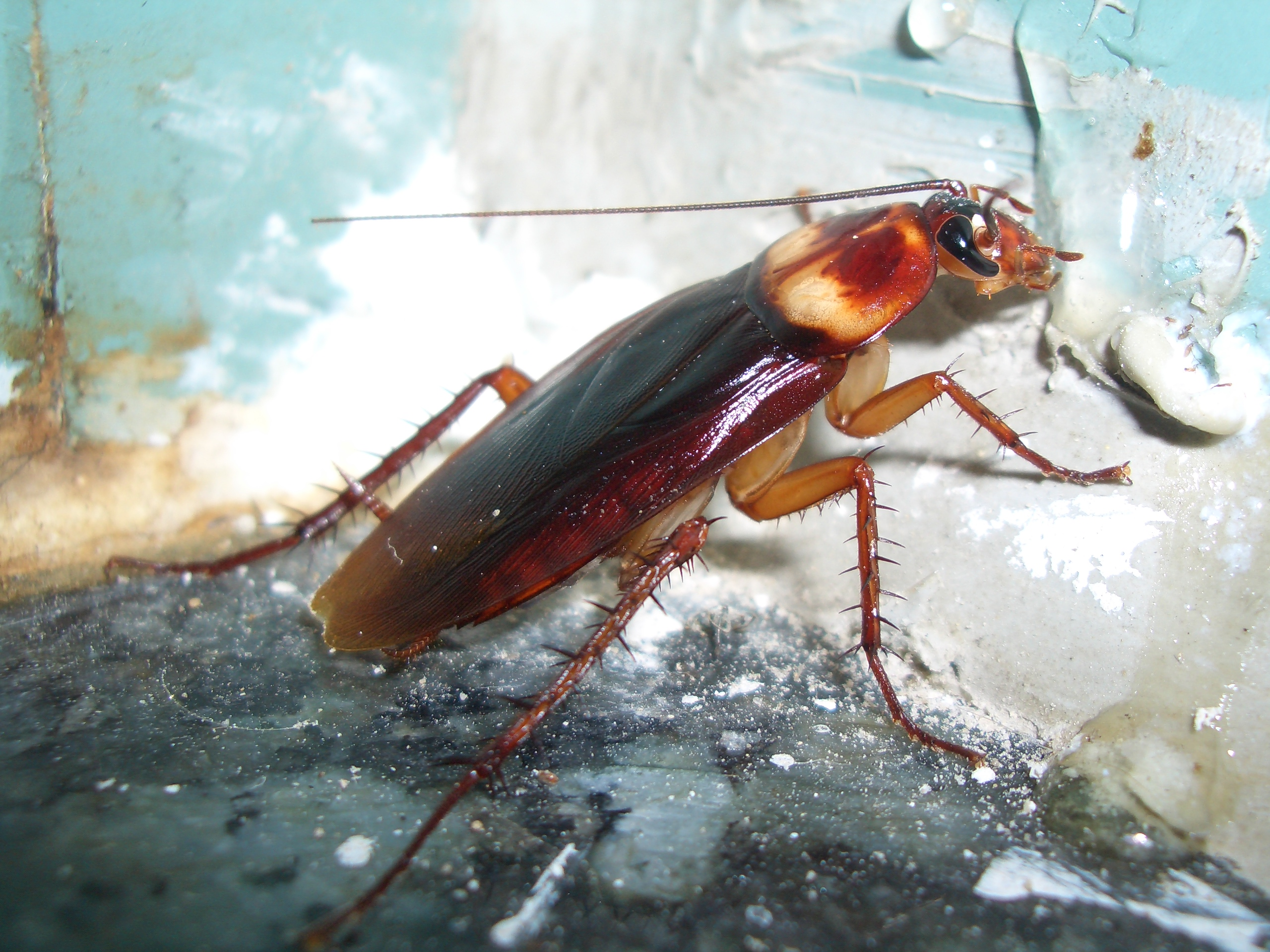
La blatte américaine peut être porteuse de pathogènes

Chez les blattes, la texture de la cuticule est idéale pour la fixation des germes et on retrouve également la présence de ces pathogènes dans leur intestin. Ces insectes se promènent sur le sol, cherchant un accès à de la nourriture ou encore à de la chaleur. Lorsqu'ils entrent en contact avec des aliments, ces pathogènes sont déposés directement ou encore indirectement, par le contact avec les excréments de l'animal. La consommation de ces aliments infectés peut provoquer des gastroentérites, de la diarrhée et autres types d'infections intestinales.
Parmi ces pathogènes, on retrouve des bactéries, des virus, des champignons et des parasites. On retrouve plusieurs espèces de bactéries dont certaines ont une importance médicale comme Escherichia coli et différentes espèces de Pseudomonas, Klebsiella, Salmonella et de Staphylococcus.
Les blattes sont également la cause d'allergie, surtout en cas d'infestation. La réaction allergique peut se manifester sur la peau ou par des problèmes respiratoires. La réaction peut être sévère et nécessiter des soins médicaux.

## Gestion et méthodes de lutte
Pour être en mesure de contrôler les populations, la méthode utilisée doit être soutenue et systématique ; la survie de femelles ou de quelques oothèques est suffisante pour régénérer une nouvelle population.
On retrouve deux principaux moyens de lutte contre la blatte américaine. La première est une méthode non chimique qui consiste à attraper ou aspirer les blattes pour réduire l'infestation. On peut également ajouter un traitement par congélation, par surchauffage ou encore par vapeur à l'aide d'un gaz non toxique. Certaines de ces techniques nécessitent un équipement spécialisé et doivent être réalisées par des spécialistes en extermination.
La seconde méthode est l'utilisation de produits chimiques. Plusieurs types d'insecticides sont commercialisés pour tuer la blatte germanique. Ils peuvent être appliqués par aérosol, en appât et en granules dans les fissures et les crevasses ou encore à l'intérieur d'une trappe.

## Utilisation
Cette espèce est élevée depuis quelques années dans des fermes en Asie pour la production de protéines destinées à la médecine et à la cosmétique asiatiques.